# Francesco Liani
Francesco Liani (Borgo San Donnino, 1712 circa – Napoli, 1780) è stato un pittore italiano.

## Biografia
Si trasferì a Napoli attorno al 1740, al seguito di Carlo di Borbone. È noto soprattutto per alcuni ritratti dei sovrani napoletani: Carlo di Borbone a cavallo, Maria Amalia di Sassonia a cavallo (entrambi a Napoli, Museo di Capodimonte, ca. 1755), Ferdinando IV di Borbone (firmato, 1766, Museo Reale di Copenaghen) e un ritratto dello stesso sovrano in abiti militari, smarrito, da cui fu ricavato nel 1772 un arazzo (Napoli, Museo di Capodimonte).
Le sue qualità maggiori si riscontrano però in una lunga serie di dipinti di soggetto sacro, in cui su un fondo di cultura emiliana sono innestati elementi di chiara derivazione napoletana (con influenze di Domenico Mondo, di Pietro Bardellino e di Giuseppe Bonito), filtrati attraverso la conoscenza delle opere dipinte dal Mengs a Napoli.
Si tratta dell'intera serie della Via Crucis (nel Duomo di Capua), di una Natività e di una Presentazione al tempio (Napoli, Museo di Capodimonte), di tre tele con episodi della Nascita di Cristo e un’Adorazione dei Magi (Napoli, Palazzo Reale), di una serie di otto dipinti con Storie della Passione (Reggia di Caserta) e delle Nozze di Cana (Capua, Museo Campano).
Fu ritrattista presso molte famiglie della nobiltà napoletana, tra cui quella dei De Sangro nella linea dei Marchesi di San Lucido e duchi di Sangro. 
Una sala a lui dedicata è presente al Museo provinciale campano di Capua, ove vi è la più corposa collezione delle sue opere.

## Opera
- Ritratto equestre di Carlo di Borbone, Museo nazionale di Capodimonte, Napoli
- Ritratto equestre di Maria Amalia di Sassonia, Museo nazionale di Capodimonte, Napoli